# Castillo de Llagostera
El Castillo de Llagostera se encuentra en la población de Llagostera, en la comarca catalana del Gironés en la provincia de Gerona. Está datado con fecha del 1288. Actualmente sólo quedan restos, con sus dos torres redondas como elemento más destacable. El castillo fue propiedad real y después fue cedido a los Rocabertí en 1314 y a su muerte pasó a Ot de Montcada.